# Valeria Chiaraviglio
Valeria Chiaraviglio Ermácora (* 9. April 1989 in Santa Fe) ist eine argentinische Stabhochspringerin.

## Sportliche Laufbahn
Erste Erfahrungen bei internationalen Wettkämpfen sammelte Valeria Chiaraviglio bei den Jugendsüdamerikameisterschaften 2004 in Guayaquil, bei denen sie mit 3,60 m die Silbermedaille gewann. Ein Jahr später schied sie bei den Jugendweltmeisterschaften in Marrakesch als 18. der Qualifikation aus. 2006 gewann sie die Goldmedaille bei den Jugendsüdamerikameisterschaften in Caracas und belegte bei den Südamerikaspielen in Buenos Aires den fünften Platz. 2007 belegte sie bei den Juniorensüdamerikameisterschaften in São Paulo den fünften Platz und bei den Panamerikanischen Juniorenmeisterschaften ebendort den neunten Platz. 2008 gewann sie die Silbermedaille bei den U23-Südamerikameisterschaften in Lima. Zwei Jahre später schied sie bei den Südamerikaspielen in Medellín ohne eine überquerte Höhe aus. 2012 wurde sie bei den Ibero-amerikanischen Meisterschaften in Barquisimeto Fünfte. 2013 erfolgte der Gewinn der Silbermedaille bei den Südamerikameisterschaften in Cartagena mit 4,15 m. 2014 verpasste sie bei den Südamerikaspielen in Santiago de Chile als Vierte nur knapp eine Medaille. Zudem gewann sie die Bronzemedaille bei den Ibero-amerikanischen Meisterschaften in São Paulo. 
2015 gewann sie erneut mit 4,10 m die Silbermedaille bei den Südamerikameisterschaften in Lima. Bei den Panamerikanischen Spielen in Toronto belegte sie den neunten Platz. 2016 gewann sie bei den Ibero-amerikanischen Meisterschaften in Rio de Janeiro die Bronzemedaille, wie auch bei den Südamerikameisterschaften 2017 in Luque. Bei den Studentenweltspielen in Taipeh belegte die Studentin der Universidad Nacional de Rosario den achten Platz im Finale. 2018 nahm sie an den Südamerikaspielen in Cochabamba teil und belegte dort mit 3,70 m den vierten Platz. 2021 wurde sie bei den Südamerikameisterschaften in Guayaquil mit 3,90 m Vierte.
In den Jahren 2009 und 2013 sowie 2014 und 2016 wurde Chiaraviglio argentinische Meisterin. Ihr älterer Bruder Germán Chiaraviglio ist ebenfalls ein sehr erfolgreicher Stabhochspringer und Rekordhalter Argentiniens. 